# Лопе Диас II де Аро
Лопе Диас II де Аро «Кабеса Брава» (исп. Lope Díaz II de Haro; ок. 1170 — 15 ноября 1236) — испанский дворянин из дома Аро, 6-й сеньор Бискайи (1214—1236), основатель муниципалитета Пленсия. Старший сын Диего Лопеса II де Аро и его жены Марии Манрике де Лары. Лопе также был членом Ордена Сантьяго.

## Биография
Лопе Диас де Аро сражался вместе со своим отцом в битве при Лас-Навас-де-Толоса (1214), где он отличился. Победа крестоносцев способствовала изгнанию Альмохадов из Испанию и дальнейшему расширению Кастильского королевства. Сражением командовали три христианских короля: Альфонсо VIII Кастильский, Педро II Арагонский и Санчо VII Наваррский.
Лопе Диас де Аро унаследовал сеньорию Бискайю в трудные времена после смерти своего отца 16 октября 1214 года. Через несколько дней после своего прихода к власти король Кастилии Альфонсо VIII скончался, оставив своего 10-летнего сына Энрике I Кастильского, наследником престола после загадочной смерти его старшего брата Фернандо де Кастилья-и-Плантагенета. Дом Лары получил власть над Энрике и начал соперничество с его сестрой Беренгарией Кастильской, которая, следовательно, была покровительницей Лопе Диаса де Аро. В 1217 году Энрике был «случайно» убит в возрасте 13 лет упавшей черепицей с крыши. Ему наследовала его сестра Беренгария, при поддержке Лопе Диаса де Аро, среди других дворян, которая позднее отреклась от престола в пользу своего сына Фердинанда III Кастильского, коронованного в Нахере. Альфонсо IX Леонский, отец Фердинанда III, был против коронации своего сына и вторгся в Кастилию при поддержке дома Лары. Во время этого вторжения Альваро Нуньес де Лара захватил власть в Нахере, а затем был побежден и заключен в тюрьму Лопе Диасом де Аро.
За свою вспомогательную роль в поддержке Фердинанда III в качестве короля Лопе Диасу был пожалован титул королевского знаменосца. Он был женат на дочери короля Альфонсо IX и сводной сестре Фердинанда III, Урраке Альфонсо де Леон. Он также получил власть над виллами Аро и Педросо. Лопе участвовал в различных других войнах, поддержавших восхождение Фердинанда III, таких как экспедиции против мавров в Андалусии, самой важной из которых был захват Баэсы в 1227 году. За его роль в захвате города Лопе Диасу де Аро было присвоено звание Conquistador de Baeza.
В начале 1230-х годов епископ Калаорры хотел распространить свою власть на все церкви, подчиненные монастырям Сан-Миллан-де-ла-Коголья. Это привело к многочисленным судебным процессам, которые закончились в 1232 году с переходом епархии Калаорра-и-Ла-Кальсада-Логроньо в Санто-Доминго-де-ла-Кальсада. К 1235 году последствия этого потрясения были настолько велики, что Лопе Диас де Аро был вынужден изгнать епископа, который бежал в Рим, и епархия вернулась в Калаорру.
В 1234 году вспыхнул новый конфликт между королем Кастилии Фердинандом III и двумя его ведущими магнатами, Альваро Пересом де Кастро эль Кастельяно, главой дома Кастро, и Лопе Диасом II де Аро. Обиды Лопе на короля были результатом разногласий между ними во время осады Убеды. Без одобрения короля, который был дядей дочери Лопе, так как его сестра была женой Лопе, Альваро Перес де Кастро женился на дочери Лопе Менсии Лопес де Аро. Это привело к тому, что король Фердинанд отказался признавать все титулы и земли, предоставленные короной Альваро Пересу де Кастро, хотя конфликт был урегулирован произвольно королевами Беренгарией Кастильской и Елизаветой Швабской.
Лопе Диас де Аро II скончался 15 ноября 1236 года. Он был похоронен в гробнице в монастыре Санта Мария ла Реаль де Нахера.

## Брак и потомство
Лопе Диас де Аро женился на Урраке Альфонсо де Леон, незаконнорожденной дочери короля Альфонсо IX Леонского и его любовницы Инес Иньигес де Мендоса. С этой женой у него были следующие дети:
- Диего Лопес III де Аро (? — 1254), 7-й сеньор Бискайи (1236—1254), преемник своего отца на посту сеньора Бискайи
- Тереза Лопес де Аро, муж — Нуньо Санчес, сын Санчо, графа Сердани, и Санчи Нуньес де Лары. Позднее она вторично вышла замуж за Родриго Гонсалеса Хирона, сына Гонсало Родригеса Хирона.
- Альваро Лопес де Аро, был женат на Беренгуэле Гонсалес де Хирон, с которой у него было пятеро детей. Умер после 1236 года.
- Менсия Лопес де Аро, первая жена Альваро Переса де Кастро Эль Кастельяно, главы дома Кастро и сына Педро Фернандеса де Кастро «Эль Кастельяно». Позднее она вторично вышла замуж за короля Португалии Саншу II и стала королевой-консортом Португалии. Она умерла, не имея детей, и была похоронена вместе с Лопе в монастыре Санта-Мария-ла-Реаль-де-Нахера.
- Беренгуэла Лопес де Аро, была названа в честь королевы Кастилии, она вышла замуж до 1254 года за Родриго Гонсалеса Хирона, сына Гонсало Родригеса Хирона, без права наследования.
- Санчо Лопес де Аро, второй сын Лопе, который впоследствии основал дом Айала, который пришел к власти в 13 веке.
- Лопе Лопес де Аро эль Чико (ок. 1220 — ?) — сеньор де Ла-Гуардия-де-Хаэн и Байлен. Был женат на Майор Гонсалес де Хирон[3][4]
- Альфонсо Лопес де Аро, стал сеньором де Камерос благодаря браку со своей первой женой Марией Альварес, дочерью Альвара Диаса де лос Камерос и Менсии Диас де Аро. Вместе они основали монастырь Санта-Мария-де-Херсе в 1246 году. Позже он женился во второй раз на Санче Хиль, дочери Хиля Васкеса де Соверосы и Марии Гонсалес Хирон, которая была вдовой Гильена Переса де Гусмана[5].
- Манрике Лопес де Аро, умер после 1236 года.

Также у него было два внебрачных сына:
- Диего Лопес де Сальседо, мерино мэр Кастилии и аделантадо Алавы и Гипускоа, который присутствует в документации различных монастырей и который в 1275 году присутствовал в последней воле и завещании своей сводной сестры, королевы Менсии Лопес де Аро. Он был похоронен в той же часовне, что и она и Лопе Диас в монастыре Санта-Мария-ла-Реаль-де-Нахера[6] . Он женился на Терезе Альварес де Лара, незаконнорожденной дочери Альваро Фернандеса де Лара[7].
- Лопе Диас де Аро, епископ Сигуэнсы и капеллан монастыря Санта-Мария-ла-Реаль-де-Нахера вместе со своим братом Диего Лопесом де Сальседо.